# För nöjes skull
För nöjes skull är en essäsamling av Frans G. Bengtsson som utkom första gången 1947.  

## Innehåll
Essäernas titlar är:
- En gammal ek
- Fagertärn
- Tankar i gröngräset
- Människan och hennes lycka
- Harmlöst sällskap
- Antikens slut
- En julhistoria från Byzantium
- Pandemonium i Athen
- Visbys döda
- Gustaf Adolfs vapen
- Wellington
- Om engelsk litteratur
- Konsten att läsa
- Att leva lyckligt
- God sömn: dess nytta och behag
- Min debut hos fotografen
- Huskurer
- Fiskelycka
- Hur jag blev skribent

## Digitaliserad utgåva
- För nöjes skull : essayer. Stockholm: Norstedt. 1947. Libris xh7nx2qwv5gd4gnm. https://gupea.ub.gu.se/2077/84586